# Tipula (Yamatotipula) albocaudata
Tipula (Yamatotipula) albocaudata is een tweevleugelige uit de familie langpootmuggen (Tipulidae). De soort komt voor in het Nearctisch gebied.